# Setučtina
Setučtina neboli seto (seto kiil´) je nářečí jižní estonštiny nebo võruštiny, někdy také označováno jako samostatný jazyk (toto označení je ale sporné). Mluví jím Setukové, kteří žijí na tradičním území Setucka poblíž jihovýchodní hranice Estonska a Ruska. Setučtina nemá psanou podobu.

## Vzorový text

### Všeobecná deklarace lidských práv
| setucky  | Kõik inemiseq sünnüseq avvo ja õiguisi poolõst ütesugumaidsist. Näile om annõt mudsu ja süämetun'stus ja nä piät ütstõõsõga vele muudu läbi kjauma.                             |
| võrusky  | Kyik' inemiseq sünnüseq avvo ja õiguisi poolõst ütesugumaidsis. Näile om annõt mudsu ja süämetunnistus ja nä piät üts'tõõsõgaq vele muudu läbi käümä.                           |
| estonsky | Kõik inimesed sünnivad vabadena ja võrdsetena oma väärikuselt ja õigustelt. Neile on antud mõistus ja südametunnistus ja nende suhtumist üksteisesse peab kandma vendluse vaim. |
| česky    | Všichni lidé se rodí svobodní a sobě rovní co do důstojnosti a práv. Jsou nadáni rozumem a svědomím a mají spolu jednat v duchu bratrství.                                      |